# 让夫里 (瓦兹省)
让夫里（法語：Genvry，法語發音：[ʒɑ̃vʁi]）是法国瓦兹省的一个市镇，属于贡比涅区。

## 地理
让夫里（49°36'38"N, 2°59'24"E）面积5.14 平方千米，位于法国上法蘭西大區瓦兹省，该省份为法国北部内陆省份，北起索姆省，西接厄尔省和滨海塞纳省，南至塞纳-马恩省和瓦兹河谷省，东临埃纳省。
与让夫里接壤的市镇（或旧市镇、城区）包括：努瓦永、博兰莱努瓦永、比西、克里索勒。

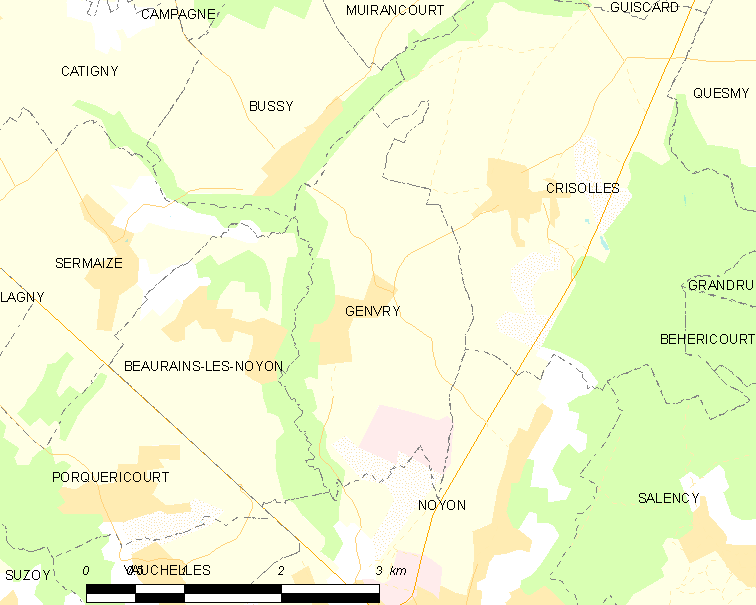
的OSM定位图

让夫里的时区为UTC+01:00、UTC+02:00（夏令时）。

## 行政
让夫里的邮政编码为60400，INSEE市镇编码为60270。

## 政治
让夫里所属的省级选区为努瓦永县。

## 人口

1962-2008年间人口变化图示

让夫里于2022年1月1日时的人口数量为330人。